# Sarosa xanthobasis
Sarosa xanthobasis là một loài bướm đêm thuộc phân họ Arctiinae, họ Erebidae.